# Lusigny-sur-Ouche
Lusigny-sur-Ouche est une commune française située dans le canton d'Arnay-le-Duc du département de la Côte-d'Or, en région Bourgogne-Franche-Comté.

## Géographie

### Climat
Pour des articles plus généraux, voir Climat de la Bourgogne-Franche-Comté et Climat de la Côte-d'Or.
En 2010, le climat de la commune est de type climat océanique dégradé des plaines du Centre et du Nord, selon une étude du Centre national de la recherche scientifique s'appuyant sur une série de données couvrant la période 1971-2000. En 2020, Météo-France publie une typologie des climats de la France métropolitaine dans laquelle la commune est exposée à un climat océanique altéré et est dans la région climatique  Bourgogne, vallée de la Saône, caractérisée par un bon ensoleillement (1 900 h/an), un été chaud (18,5 °C), un air sec au printemps et en été et des vents faibles. 
Pour la période 1971-2000, la température annuelle moyenne est de 10 °C, avec une amplitude thermique annuelle de 17 °C. Le cumul annuel moyen de précipitations est de 963 mm, avec 13,1 jours de précipitations en janvier et 7,3 jours en juillet. Pour la période 1991-2020, la température moyenne annuelle observée sur la station météorologique de Météo-France la plus proche, « Bessey », sur la commune de Bessey-en-Chaume à 5 km à vol d'oiseau, est de 10,2 °C et le cumul annuel moyen de précipitations est de 831,9 mm,. Pour l'avenir, les paramètres climatiques de la commune estimés pour 2050 selon différents scénarios d'émission de gaz à effet de serre sont consultables sur un site dédié publié par Météo-France en novembre 2022.

## Urbanisme

### Typologie
Au 1er janvier 2024, Lusigny-sur-Ouche est catégorisée commune rurale à habitat dispersé, selon la nouvelle grille communale de densité à 7 niveaux définie par l'Insee en 2022.
Elle est située hors unité urbaine. Par ailleurs la commune fait partie de l'aire d'attraction de Beaune, dont elle est une commune de la couronne,. Cette aire, qui regroupe 64 communes, est catégorisée dans les aires de 50 000 à moins de 200 000 habitants,.

### Occupation des sols
L'occupation des sols de la commune, telle qu'elle ressort de la base de données européenne d’occupation biophysique des sols Corine Land Cover (CLC), est marquée par l'importance des forêts et milieux semi-naturels (71,3 % en 2018), en augmentation par rapport à 1990 (68,5 %). La répartition détaillée en 2018 est la suivante : 
forêts (71,3 %), prairies (26,3 %), terres arables (2,3 %). L'évolution de l’occupation des sols de la commune et de ses infrastructures peut être observée sur les différentes représentations cartographiques du territoire : la carte de Cassini (XVIIIe siècle), la carte d'état-major (1820-1866) et les cartes ou photos aériennes de l'IGN pour la période actuelle (1950 à aujourd'hui).

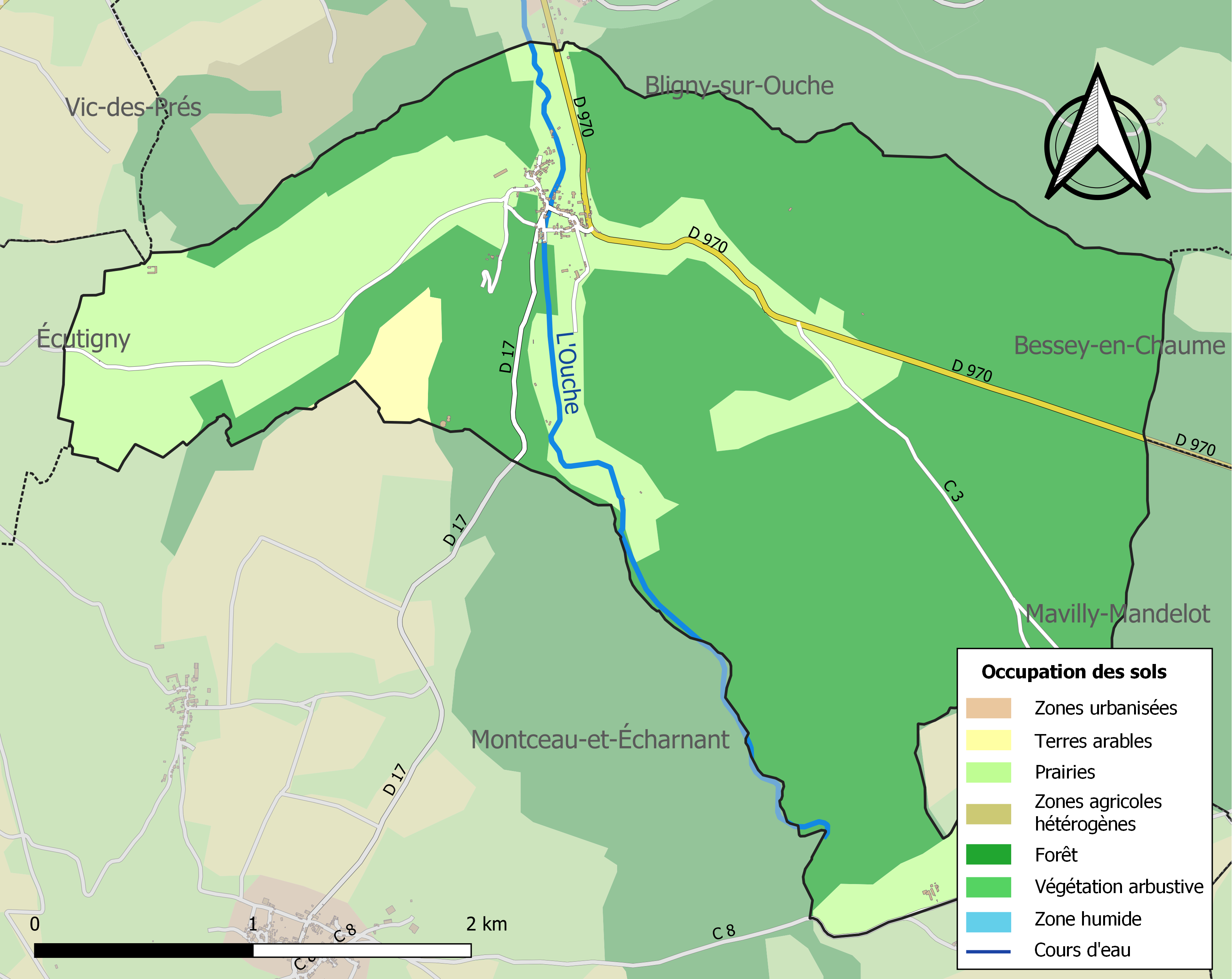
Carte des infrastructures et de l'occupation des sols de la commune en 2018 (CLC).

## Politique et administration
| Période                                  | Période  | Identité            | Étiquette | Qualité       |
| ---------------------------------------- | -------- | ------------------- | --------- | ------------- |
| mars 2001                                | 2008     | Martine Dessertenne |           |               |
| mars 2008                                | en cours | Éric Beraud         |           | Fonctionnaire |
| Les données manquantes sont à compléter. |          |                     |           |               |

## Démographie
L'évolution du nombre d'habitants est connue à travers les recensements de la population effectués dans la commune depuis 1793. Pour les communes de moins de 10 000 habitants, une enquête de recensement portant sur toute la population est réalisée tous les cinq ans, les populations de référence des années intermédiaires étant quant à elles estimées par interpolation ou extrapolation. Pour la commune, le premier recensement exhaustif entrant dans le cadre du nouveau dispositif a été réalisé en 2005.

En 2022, la commune comptait 116 habitants, en évolution de +6,42 % par rapport à 2016 (Côte-d'Or : +0,82 %, France hors Mayotte : +2,11 %).
| 1793 | 1800 | 1806 | 1821 | 1831 | 1836 | 1841 | 1846 | 1851 |
| ---- | ---- | ---- | ---- | ---- | ---- | ---- | ---- | ---- |
| 294  | 299  | 361  | 402  | 404  | 420  | 407  | 415  | 400  |

| 1856 | 1861 | 1866 | 1872 | 1876 | 1881 | 1886 | 1891 | 1896 |
| ---- | ---- | ---- | ---- | ---- | ---- | ---- | ---- | ---- |
| 374  | 346  | 340  | 294  | 278  | 299  | 272  | 231  | 208  |

| 1901 | 1906 | 1911 | 1921 | 1926 | 1931 | 1936 | 1946 | 1954 |
| ---- | ---- | ---- | ---- | ---- | ---- | ---- | ---- | ---- |
| 196  | 180  | 164  | 145  | 128  | 112  | 129  | 120  | 107  |

| 1962 | 1968 | 1975 | 1982 | 1990 | 1999 | 2005 | 2006 | 2010 |
| ---- | ---- | ---- | ---- | ---- | ---- | ---- | ---- | ---- |
| 123  | 120  | 101  | 94   | 93   | 74   | 78   | 78   | 107  |

| 2015 | 2020 | 2022 | - | - | - | - | - | - |
| ---- | ---- | ---- | - | - | - | - | - | - |
| 107  | 119  | 116  | - | - | - | - | - | - |

## Lieux et monuments
- Sources de l'Ouche (site remarquable) et Ermitage de Presles, pèlerinage le 8 septembre.
- Château de Lusigny (1690), escalier classé, château inscrit à l'Inventaire supplémentaire des Monuments historiques[16], parc classé.

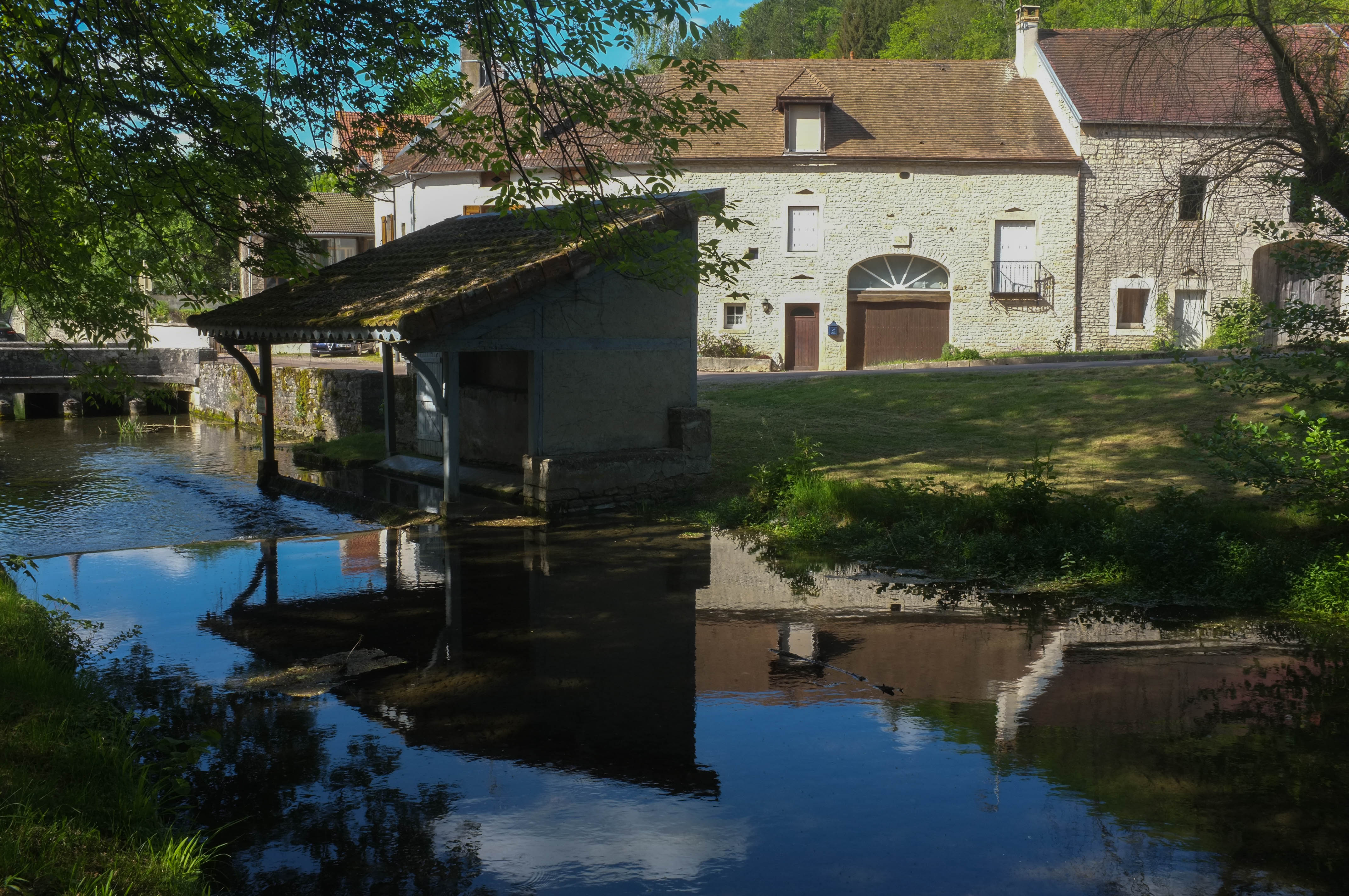
Vue sur un des lavoirs
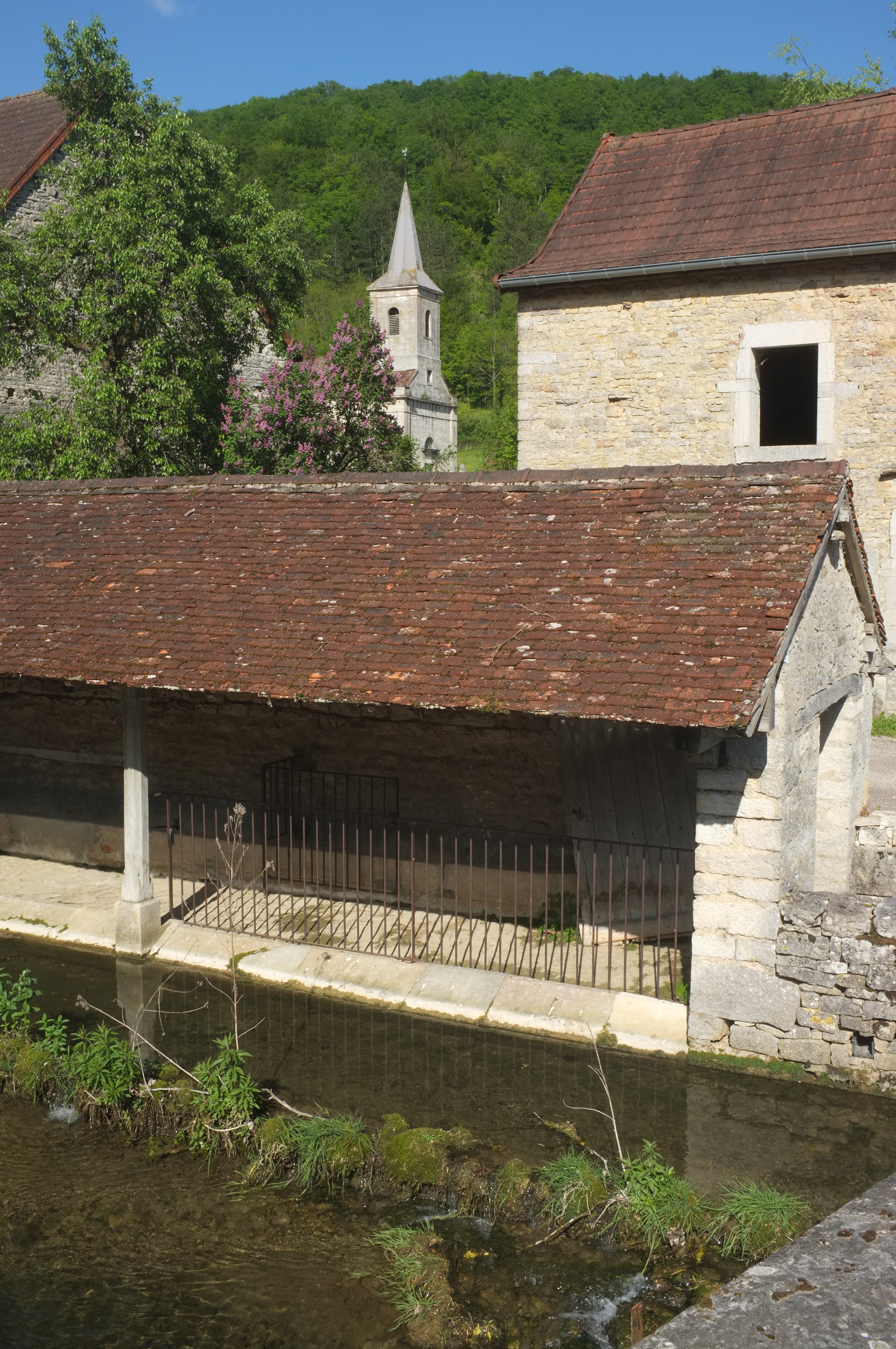
Vue sur un autre des lavoirs du village
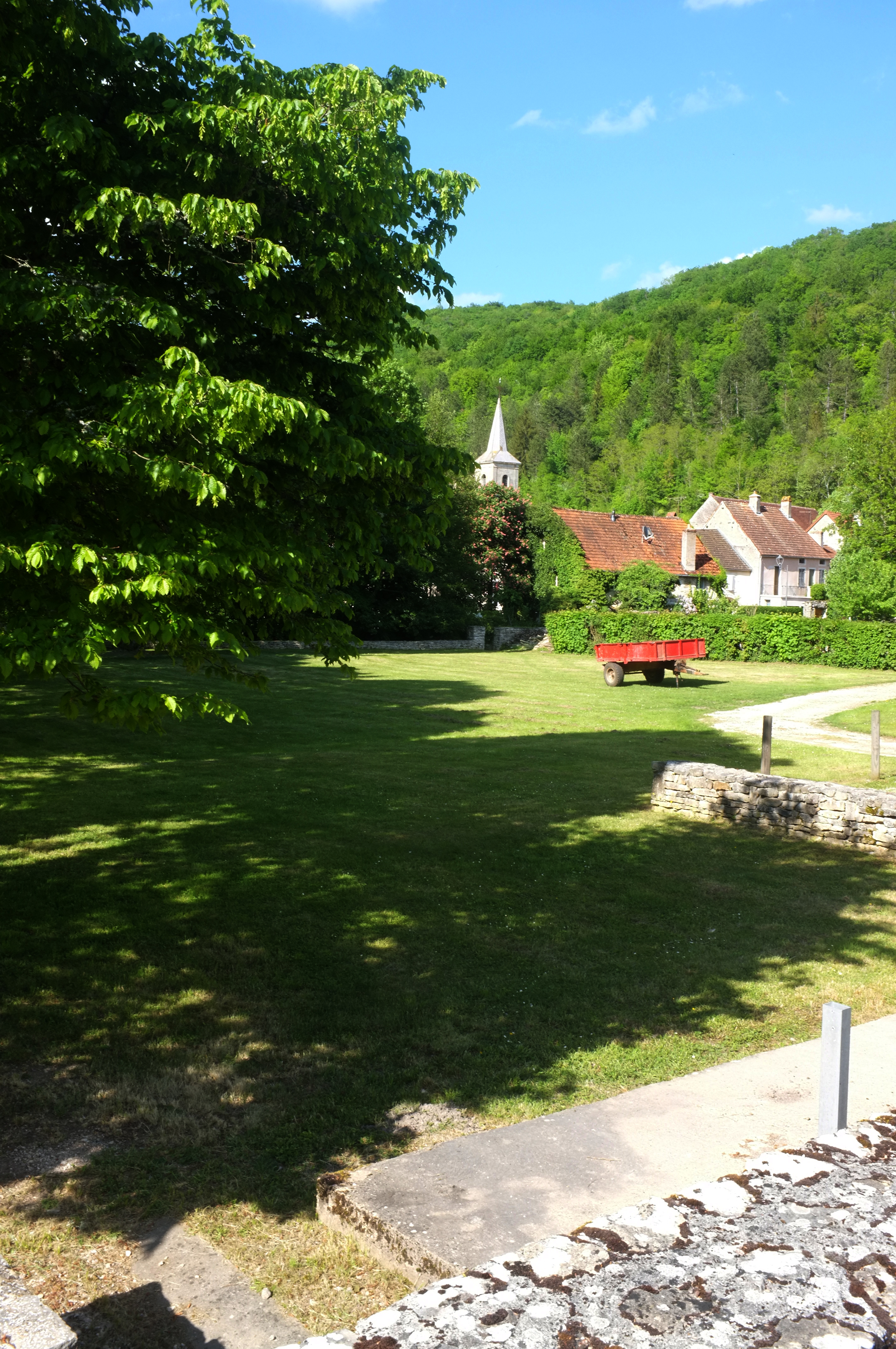
Vue plan d'ensemble du village et de l'église
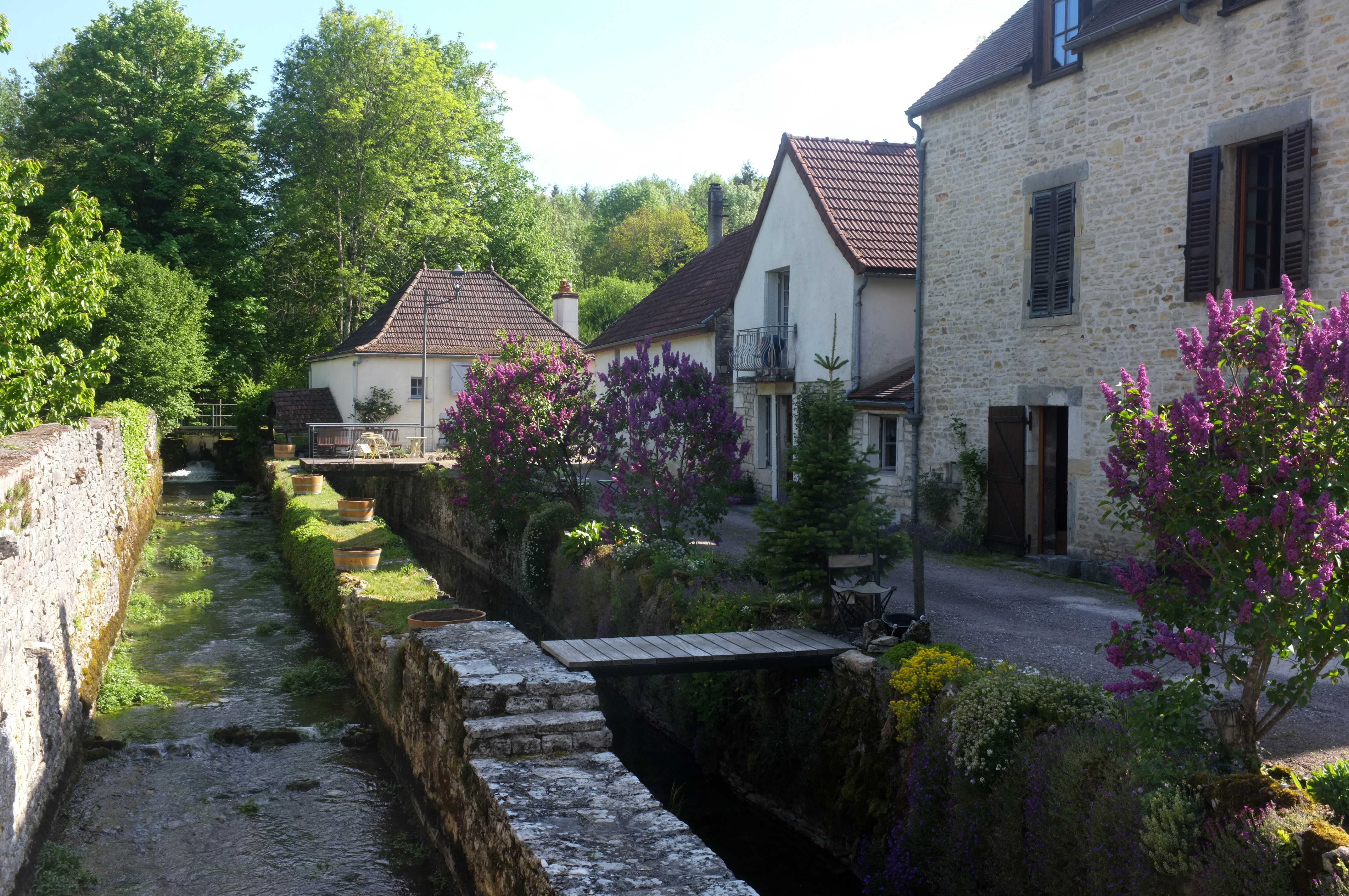
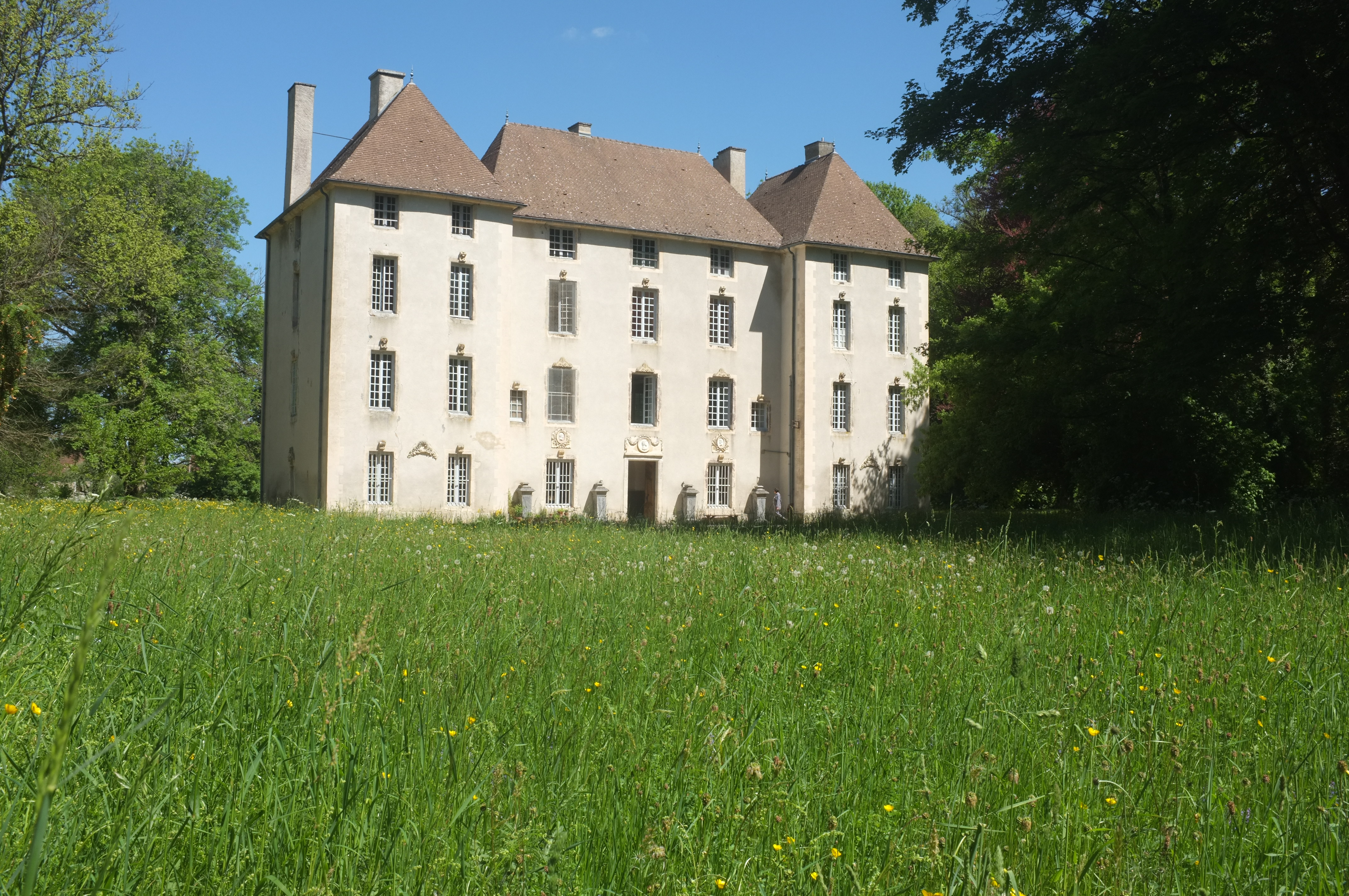
Château de Lusigny-sur-Ouche